# Divadlo Kameri
Divadlo Kameri (hebrejsky התיאטרון הקאמרי) je jedno z nejvýznamnějších a nejslavnějších izraelských divadel. Nachází se v Tel Avivu a bylo založeno v roce 1945.
Divadlo se identifikovalo se svědomím a náladou národa a jeho hry po celé roky ukazují myšlenky, naděje, strach, starosti a střety odlišných vrstev, jenž tvoří mozaiku izraelské společnosti. Divadlo je jedno ze dvou divadelních scén nacházejících se v Tel Aviv Performing Arts Center.
Divadlo má během roku sedm až devět nových inscenací, přičemž ročně jej navštíví více než milion diváků. Za dobu své existence divadlo představilo více než 500 inscenací a zaujalo více než 20 milionů diváků v Izraeli i v zahraničí.